# Чемпионат Чехии по кёрлингу среди мужчин
Чемпионат Чехии по кёрлингу среди мужчин (чеш. MČR muži) — ежегодное соревнование чешских мужских команд по кёрлингу. Проводится с 1991 года. Организатором является Ассоциация кёрлинга Чехии (чеш. Český Svaz Curlingu).
Победитель чемпионата получает право до следующего чемпионата представлять Чехию на международной арене как её мужская сборная по кёрлингу.

## Годы и команды-призёры
Составы команд показаны в порядке: четвёртый, третий, второй, первый, запасной, тренер; скипы выделены полужирным шрифтом.
| Год  | Золото | Серебро | Бронза |
| ---- | --- | --- | --- |
| 1991 | Bohemian CC Radek Klíma, Tomáš Klíma, Miloš Plzák, Радек Ждярский                                                        | CK Kolín Martin Binder, Karel Havlíček, Miroslav Kubera, Daniel Frolec                                                                  | CC TJ Jiskra Petřiny Michal Hejmalíček, Michal Motl, Tomáš Válek, Pavel Polák                                                |
| 1992 | Bohemian CC Radek Klíma, Tomáš Klíma, Miloš Plzák, Радек Ждярский                                                        | CC Zbraslav Jan Létal, Jiří Pelc, Карел Кубешка, Ivan Kolínský, запасной: Jiří Daněk                                                    | CC TJ Armabeton Praha František Frolec, Daniel Frolec, Pavel Toman, František Vokatý, запасной: Pavel Málek                  |
| 1993 | Bohemian CC Radek Klíma, Tomáš Klíma, Miloš Plzák, Радек Ждярский                                                        | CK Kolín состав команды в источнике не указан                                                                                           | CC Aritma состав команды в источнике не указан                                                                               |
| 1994 | Bohemian CC R Radek Klíma, Tomáš Klíma, Miloš Plzák, Радек Ждярский, запасной: Robert O´Leary                            | CK Kolín 1 Martin Binder, Karel Havlíček, Dušan Jurčík, Miroslav Kubera, запасные: Daniel Frolec, Zdeněk Vyjídáček                      | CC Aritma состав команды в источнике не указан                                                                               |
| 1995 | Bohemian CC D Давид Шик, Milan Polívka, Karel Hradec, Pavel Menšík, запасной: David Havlena                              | Bohemian CC R Radek Klíma, Tomáš Klíma, Miloš Plzák, Радек Ждярский, запасной: Robert O´Leary                                           | CK Kolín 1 Karel Havlíček, František Frolec, Dušan Jurčík, Miroslav Kubera, запасные: Zdeněk Vyjídáček, Martin Binder        |
| 1996 | Bohemian CC R Radek Klíma, Tomáš Klíma, Miloš Plzák, Радек Ждярский                                                      | CK Kolín 1 Karel Havlíček, Oldřich Michna, Dušan Jurčík, Pavel Málek, запасной: Miroslav Kubera                                         | Bohemian CC D Давид Шик, Milan Polívka, Karel Hradec, Pavel Menšík, запасной: David Havlena                                  |
| 1997 | CC Kolibris 1 Давид Шик, Milan Polívka, Karel Hradec, Pavel Menšík, запасной: David Havlena                              | Bohemian CC R Radek Klíma, Tomáš Klíma, Miloš Plzák, Радек Ждярский                                                                     | CK Zlatá Praha 1 Karel Havlíček, Zdeněk Vyjídáček, Dušan Jurčík, Pavel Málek, запасной: Miroslav Kubera                      |
| 1998 | CC Kolibris 1 Давид Шик, Milan Polívka, Karel Hradec, Pavel Menšík, запасной: David Havlena                              | CK Zlatá Praha 2 Radek Klíma, Tomáš Klíma, Patrik Večeřa, František Vokatý, запасные: Tomáš Válek, Michal Hejmalíček                    | CK Zlatá Praha 1 Karel Havlíček, Zdeněk Vyjídáček, Dušan Jurčík, Pavel Málek, запасной: Miroslav Kubera                      |
| 1999 | CC Aritma Карел Кубешка, Jan Létal, Jiří Pelc, David Netušil, запасной: Libor Svatoň                                     | CC Kolibris 1 Давид Шик, Milan Polívka, Karel Hradec, Pavel Menšík, запасной: David Havlena                                             | CC Letící kameny Praha David Rys, Jan Fencl, Радек Ждярский, Miloš Plzák, запасные: Ivan Poledník, Pavel Houdek, Tomáš Čondl |
| 2000 | CC Aritma Карел Кубешка, Jan Létal, Jiří Pelc, David Netušil                                                             | CC Savona 2 Vlastimil Vojtuš, Petr Štěpánek, Aleš Prchlík, Ondřej Šajner, запасные: Vít Nekovařík, Luboš Kitzberger                     | CC Kolibris 1 Давид Шик, Milan Polívka, Karel Hradec, Pavel Menšík                                                           |
| 2001 | CC Savona 2 Vlastimil Vojtuš, Petr Štěpánek, Aleš Prchlík, Aleš Jindřich, запасной: Vít Nekovařík                        | CK Zlatá Praha Tomáš Válek, Michal Hejmalíček, Patrik Večeřa, Tomáš Klíma, запасной: Radek Klíma                                        | CC Kolibris 1 Давид Шик, Milan Polívka, Erik Šik, Pavel Menšík                                                               |
| 2002 | Kolibris 1 Давид Шик, Milan Polívka, Erik Šik, Pavel Menšík, запасной: Vladimír Čtveráček                                | Letící kameny Радек Ждярский, Miloš Plzák, Ivan Poledník, Jan Fencl, запасной: Jiří Suchý                                               | CC Aritma Карел Кубешка, Jan Létal, Jiří Pelc, David Netušil, запасной: Iain Dykes                                           |
| 2003 | CC Kolibris 4M Иржи Снитил, Индржих Китцбергер, Мартин Снитил, Марек Выдра, запасной: David Havlena                      | Letící kameny Радек Ждярский, Miloš Plzák, Ivan Poledník, Jan Fencl, запасной: Jiří Suchý                                               | CC Aritma Карел Кубешка, Jan Létal, David Netušil, Iain Dykes                                                                |
| 2004 | CC Aritma Карел Кубешка, Jan Létal, David Netušil, Jiří Lubina                                                           | Kolibris 1 Давид Шик, Milan Polívka, Erik Šik, Vladimír Čtveráček                                                                       | CC Kolibris 4M Иржи Снитил, Мартин Снитил, Индржих Китцбергер, Марек Выдра, запасной: David Havlena                          |
| 2005 | Kolibris 1 Давид Шик, Erik Šik, Pavel Menšík, Milan Polívka                                                              | Savona 2 Vít Nekovařík, Marek David, Карел Угер, Aleš Prchlík, запасной: Petr Štěpánek                                                  | CC Kolibris 4M Иржи Снитил, Мартин Снитил, Индржих Китцбергер, Марек Выдра                                                   |
| 2006 | Sem Tam Brno Иржи Снитил, Мартин Снитил, Индржих Китцбергер, Марек Выдра                                                 | Savona 2 Vít Nekovařík, Marek David, Карел Угер, Petr Štěpánek, запасной: Aleš Prchlík                                                  | Kolibris 1 Давид Шик, Erik Šik, Pavel Menšík, Milan Polívka                                                                  |
| 2007 | Sem Tam Brno Иржи Снитил, Мартин Снитил, Индржих Китцбергер, Марек Выдра                                                 | Kolibris 1 Давид Шик, Erik Šik, Pavel Menšík, Milan Polívka                                                                             | Zbraslav R Radek Klíma, Tomáš Klíma, Tomáš Válek, Michal Hejmalíček, запасной: Суне Фредериксен                              |
| 2008 | Sem Tam Brno Иржи Снитил, Индржих Китцбергер, Мартин Снитил, Марек Выдра                                                 | Kolibris 1 Давид Шик, Erik Šik, Pavel Menšík, Milan Polívka                                                                             | Zbraslav R Radek Klíma, Tomáš Válek, Tomáš Klíma, Томаш Паул, запасной: Jan Samueli                                          |
| 2009 | Sem Tam Brno Иржи Снитил, Мартин Снитил, Индржих Китцбергер, Марек Выдра, запасной: Карел Угер, тренер: Суне Фредериксен | Kolibris 2 Karel Hradec, Marek Brožek, Václav Pořt, Jiří Chobot, запасной: Antonín Kalný                                                | Zbraslav R Radek Klíma, Tomáš Klíma, Томаш Паул, Jan Samueli, запасной/тренер: Tomáš Válek                                   |
| 2010 | Sem Tam Brno Иржи Снитил, Мартин Снитил, Индржих Китцбергер, Марек Выдра, запасной: Карел Угер                           | Kolibris 1 Давид Шик, Marek David, Pavel Menšík, Milan Polívka, запасной: Erik Šik                                                      | Savona 4 Якуб Бареш, Michal Vojtuš, Martin Hejhal, Martin Štěpánek, запасной: Libor Čeloud, тренер: Petr Šulc                |
| 2011 | Sem Tam Brno Иржи Снитил, Мартин Снитил, Индржих Китцбергер, Марек Выдра                                                 | Zbraslav R Radek Klíma, Tomáš Válek, Томаш Паул, Jan Samueli, запасной: Tomáš Klíma                                                     | Savona 4 Якуб Бареш, Michal Vojtuš, Martin Hejhal, Martin Štěpánek, запасной: Libor Čeloud, тренер: Суне Фредериксен         |
| 2012 | Sem Tam Brno Иржи Снитил, Мартин Снитил, Индржих Китцбергер, Марек Выдра                                                 | Kolibris 1 Давид Шик, Радек Богач, Карел Угер, Milan Polívka, запасной: Marek David, тренер: Суне Фредериксен                           | Aritma 1 Карел Кубешка, Йиржи Цандра, David Jirounek, Ondřej Nývlt, тренер: Анна Кубешкова                                   |
| 2013 | Sem Tam Brno Иржи Снитил, Мартин Снитил, Якуб Бареш, Индржих Китцбергер, запасной: Марек Выдра                           | Dion X Марек Черновский, Petr Horák, Kryštof Krupanský, Štěpán Hron, запасной: Jan Zelingr, тренер: Petr Horák                          | Kolibris 1 Давид Шик, Радек Богач, Карел Угер, Milan Polívka, запасной: Суне Фредериксен                                     |
| 2014 | Sem Tam Brno Иржи Снитил, Мартин Снитил, Якуб Бареш, Индржих Китцбергер, запасной: Марек Выдра                           | Kolibris 1 Давид Шик, Радек Богач, Томаш Паул, Milan Polívka, запасной: Marek David                                                     | Duh.jedn. Лукаш Клима, Криштоф Халоупек, Ondřej Hurtík, Самуэль Мокриш                                                       |
| 2015 | Sem Tam Brno Иржи Снитил, Лукаш Клима, Мартин Снитил, Индржих Китцбергер                                                 | Kolibris 1 Давид Шик, Радек Богач, Томаш Паул, Milan Polívka, запасной: Erik Šik                                                        | Duh.jedn. Криштоф Халоупек, Ondřej Hurtík, Самуэль Мокриш, Jan Zelingr                                                       |
| 2016 | Liboc Йиржи Цандра, Карел Кубешка, Мартин Юрик, David Jirounek, тренер: Анна Кубешкова                                   | Duhoví Jednorožci Криштоф Халоупек, Марек Черновский, Самуэль Мокриш, Ondřej Hálek, запасной: Ondřej Hurtík, тренер: Vladimír Černovský | Sem Tam Brno Лукаш Клима, Иржи Снитил, Мартин Снитил, Индржих Китцбергер                                                     |
| 2017 | Sem Tam Brno Иржи Снитил, Лукаш Клима, Мартин Снитил, Индржих Китцбергер                                                 | Tabery - Zbraslav Kryštof Tabery, Марек Черновский, Самуэль Мокриш, Ondřej Hurtík, запасной: Ondřej Hálek, тренер: Vladimír Černovský   | Kolibris 1 Давид Шик, Томаш Паул, Milan Polívka, Радек Богач, запасной: Erik Šik                                             |
| 2018 | Kolibris 1 Давид Шик, Радек Богач, Томаш Паул, Milan Polívka, запасной: Erik Šik                                         | Tabery - Zbraslav Kryštof Tabery, Марек Черновский, Самуэль Мокриш, Ondřej Hurtík, тренер: Vladimír Černovský                           | Sem Tam Brno Лукаш Клима, Иржи Снитил, Мартин Снитил, Индржих Китцбергер, запасной: Якуб Бареш                               |
| 2019 | Sem Tam Brno Лукаш Клима, Марек Черновский, Йиржи Цандра, Самуэль Мокриш, тренер: Ленка Черновска                        | Kolibris 1 Давид Шик, Радек Богач, Томаш Паул, Erik Šik, запасной: David Havlena                                                        | Dion YB Jaroslav Vedral, Martin Blahovec, Pavel Mareš, Лукаш Клипа, тренер: Tomáš Kup                                        |
| 2020 | Zbraslav Klíma Лукаш Клима, Марек Черновский, Йиржи Цандра, Самуэль Мокриш, тренер: Jan Zelingr                          | Kolibris 1 Давид Шик, Радек Богач, Томаш Паул, Milan Polívka, запасной: Erik Šik                                                        | Liboc Мартин Юрик, Карел Кубешка, David Jirounek, Ondřej Hálek, запасной: Якуб Сплавец                                       |
| 2021 | чемпионат не проводился из-за пандемии COVID-19                                                                          | чемпионат не проводился из-за пандемии COVID-19                                                                                         | чемпионат не проводился из-за пандемии COVID-19                                                                              |
| 2022 | Zbraslav Klíma Лукаш Клима, Самуэль Мокриш, Йиржи Цандра, Марек Черновский, запасной: Радек Богач, тренер: Jan Zelingr   | Kolibris 2 Karel Hradec, Michal Zdenka, Martin Štěpánek, Václav Pořt, запасные: Jiří Chobot, Marek Brožek                               | Kolibris NG Давид Шик, Erik Šik, Jakub Hanák, Jakub Rychlý, запасные: Milan Polívka, Matěj Koudelka                          |
| 2023 | Zbraslav Klíma Лукаш Клима, Радек Богач, Марек Черновский, Мартин Юрик, запасной: Лукаш Клипа, тренер: Jan Zelingr       | Kolibris NG Давид Шик, Erik Šik, Jakub Hanák, Jakub Rychlý, запасные: Milan Polívka, Kryštof Tabery                                     | Zbraslav OH Karel Klíma, Томаш Паул, Ян Седлар, Jakub Skála, запасной: Martin Mulač, тренер: Томаш Паул                      |
| 2024 | Zbraslav Klíma Лукаш Клима, Марек Черновский, Мартин Юрик, Радек Богач, запасной: Лукаш Клипа, тренер: Jan Zelingr       | Dion Alpha Вит Хабичовский, David Jakl, Jakub Hanák, Aleš Hercok, запасной: Marek Bříza, тренер: Суне Фредериксен                       | DYB Vedral Jaroslav Vedral, Martin Blahovec, David Verner, David Škácha, запасной: Oliver Kobián                             |
| 2025 | Zbraslav Klíma Лукаш Клима, Марек Черновский, Мартин Юрик, Лукаш Клипа, запасной: Радек Богач, тренер: Jan Zelingr       | Dion Alpha Вит Хабичовский, Jakub Hanák, Aleš Hercok, David Jakl, запасной: Marek Bříza                                                 | Zbraslav OH Karel Klíma, Томаш Паул, Ян Седлар, Jakub Skála, запасной: Dalibor Miklík, тренер: Томаш Паул                    |